# Khady Diop
Pour les articles homonymes, voir Diop.
Khadidiatou Sourangué Diop dite Khady Diop ou Khardiata Diop, née le 7 novembre 1971 à Dakar, est une joueuse sénégalaise de basket-ball évoluant au poste de pivot.

## Carrière
Khady Diop débute le basket-ball à l'âge de 8 ans à l'ASFO de Dakar où elle évolue jusqu'en 1990 ; elle intègre l'équipe première dès ses 15 ans. Elle rejoint le SIBAC en 1991 puis retourne l'année suivante à l'ASFO avant d'intégrer l'ASC Jeanne d'Arc en 1995. 
Elle est élue « Reine de la saison » pour la première fois à l'ASFO, puis deux fois à la Jeanne d'Arc, en 1999 et 2000. En 2005, elle rejoint le Dakar Université Club, alors qu'elle avait annoncé sa retraite en 2004. Elle met un terme à sa carrière en 2006, sur un titre de championne du Sénégal avec la Jeanne d'Arc.
En sélection nationale, elle dispute le Championnat du monde féminin de basket-ball 1990, le Championnat du monde féminin de basket-ball 1998, les Jeux olympiques d'été de 2000 et le Championnat du monde féminin de basket-ball 2002. Elle est 4 fois championne d'Afrique (1990, 1993, 1997 et 2000), vice-championne d'Afrique 1994, vainqueur des Jeux africains de 1995 et de 1999 ainsi que des Jeux de la Francophonie de 1997 .